# POM-3地雷
POM-3地雷（俄语：Противопехотная Осколочная Мина-3），代号“勋章”（Медальон），是俄罗斯开发的一种高爆炸碎片（HE-Frag）、可散布、杀伤人员（AP）、弹跳、自毁（SD）地雷。

## 性能[2]

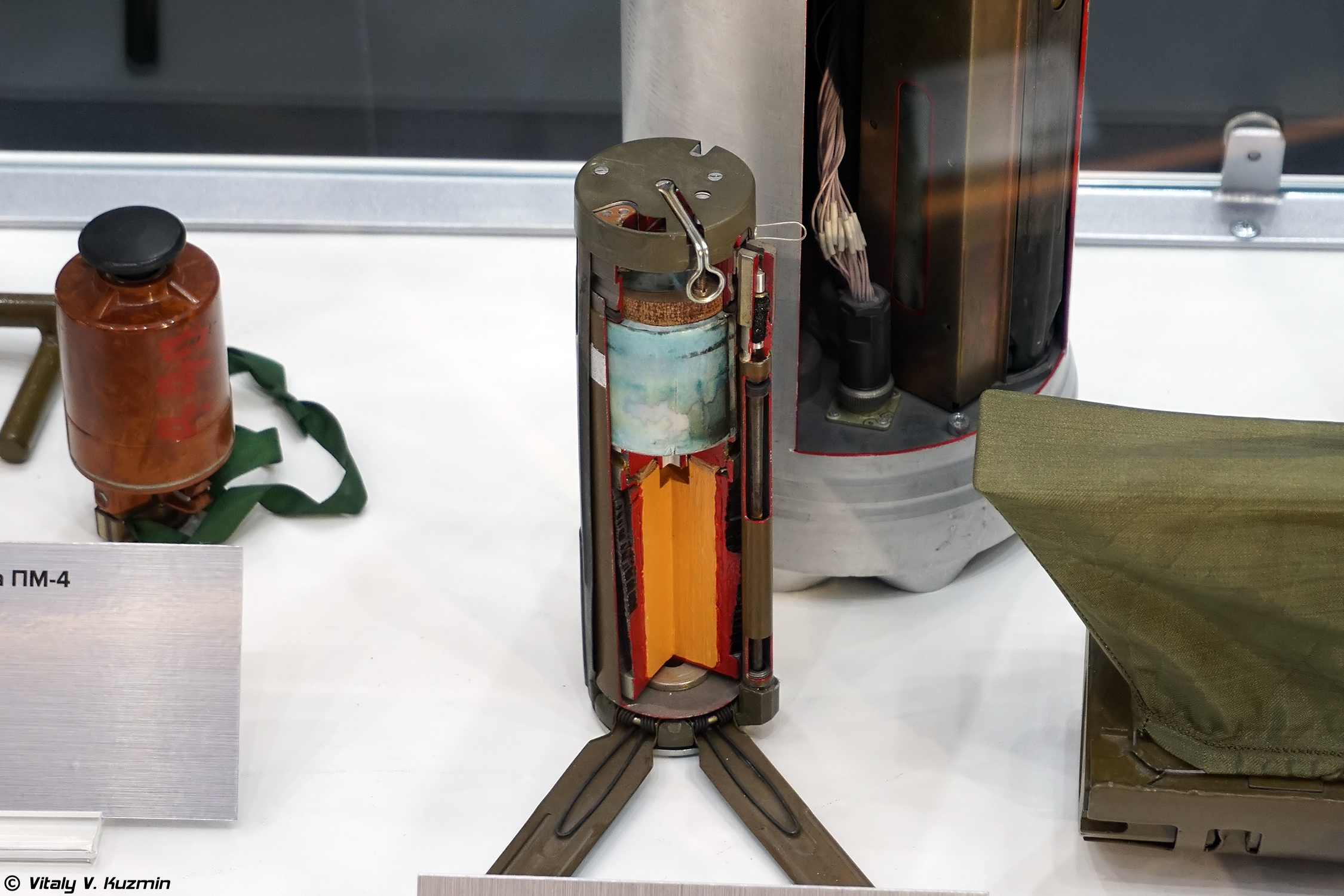
POM-3地雷的剖面展示

在运输状态下，POM-3地雷看起来像一个金属圆柱体，直径约为6至7厘米，高度约为20厘米。
可以使用航空器或者布雷车布设。发射后会张开一个小型减速伞，一旦地雷落地，它就会在坚硬的地面上用六个弹簧加载的脚直立，如果地面柔软，它就会粘在地面上。POM-3使用近程地震引信，自毁时间为8小时或24小时。在检测到合适的地震信号后，基座单元会向空气中喷射包含金属破片环的破片装药，这些金属破片环会爆炸，将破片射出至16m的致命半径。
- 高度：200毫米
- 直径：60–70毫米
- 重量：1.3公斤
- 破片数：约1,850片
- 有效射程：8–13m（取决于是否佩戴防护装备）
- 保质期：11年

## 工作原理
POM-3“勋章”地雷配备了一个特殊的电子单元，负责处理来自目标地震传感器的信号并控制破片装药。电子装置接收有地雷下土壤振动的信号，并将其与内存中的信号进行比较。如果振动类似于人的脚步引起的振动，并且具有足够的幅度表明目标正在接近，就会发出触发弹头的信号。地雷被触发后，引爆装药爆炸，将弹头投射到距地面约 1-1.5m的高度此时弹头爆炸。这种“弹跳”动作最大限度地提高了弹药的杀伤力，将碎片投射到更有可能击中目标体内重要器官的高度。POM-3的破碎体由许多“齿状”环组成，这些环以稍微偏移的方式堆叠，以产生地雷的部分预成型破碎效果。金属破片环被称为板状打击元件（пластинчатых поражающих элементов，缩写为：ППЭ）在爆炸过程中通过旋转保持稳定。由此产生的破片可以更有效地突破现代防弹衣的多层防护。

## 使用国
- 俄罗斯

## 渥太华公约
俄罗斯并非《关于禁止使用、储存、生产和转让杀伤人员地雷及销毁此种武器的公约》的缔约国，因此不受此条约约束。

## 参与战争
- 俄乌战争[4]